# Trachycorystes cratensis
Trachycorystes cratensis är en fiskart som beskrevs av Miranda Ribeiro, 1937. Trachycorystes cratensis ingår i släktet Trachycorystes och familjen Auchenipteridae. Inga underarter finns listade i Catalogue of Life.